# The Adventures of Justine
The Adventures of Justine (Las aventuras de Justine en español) es una serie de siete películas eróticas y un telefilme con la actriz Daneen Boone que encarna a la heroína "Justine Wilkinson".

## Argumento
Justine es una estudiante adolescente precoz y el profesor Robson es un profesor miembro de la facultad "Topacre Academy" para jóvenes estudiantes dotados. Justine, junto con algunas de las otras chicas están encantadas por el guapo profesor.
Justine y el profesor están involucrados en cada episodio con una aventura arqueológica/erótica "a lo Indiana Jones" con los bandidos que intentan robar un artefacto antiguo, pero están más interesados en secuestrar a Justine a participar en un montón de actos sexuales con ella. Justine siempre tiene éxito en una u otra forma de permanecer virgen. La mayoría de los episodios concluyó con la sugerencia de que la aventura era sólo un sueño o fantasía de Justine.
Los valores de producción de esta serie son extremadamente pobres, pero la mayoría de la gente estaría de acuerdo en que el elenco femenino, especialmente Daneen Boone, son hermosas. La frecuencia con la que las personas son limitadas y amordazadas en las películas favoritas para convertirse en el fetichismo de la esclavitud.
El tema musical Justine fue escrito por Michael Sutton y Young Wendy.

## Reparto
- Daneen Boone — Justine Wilkenson
- Timothy DiPri — Professor Paul Robson
- Kimberly Rowe — Ursula
- Jennifer Behr — Madame Souvray
- Jane Stowe — Darcy
- Michael Adrew — Robert Wilkenson
- Ashlie Rhey — Carlotta Bane
- Jane Mun — Li
- P.S. Sono — Karl
- Marla Cotovsky — Mrs MacDonald

## Lista de episodios
| Título                    | Año  | Director      | Escritor         |
| ------------------------- | ---- | ------------- | ---------------- |
| Exotic Liaisons           | 1995 | Kevin Alber   | ¿?               |
| A Private Affair          | 1995 | Kevin Alber   | Brian Clemens    |
| Wild Nights               | 1995 | Kevin Alber   | Noel Harrison    |
| Crazy Love                | 1995 | Kevin Alber   | Noel Harrison    |
| Seduction of Innocence    | 1996 | L. L. Shapira | L. L. Shapira    |
| In the Heat of Passion    | 1996 | David Cove    | Edward Laraby    |
| A Midsummer Night's Dream | 1997 | David Cove    | Thomas Roberdeau |